# لوگومیر
لوگومیر (به انگلیسی: Lugomir) رودخانه‌ای است که در صربستان جریان دارد.